# Joachim Wach
Joachim Ernst Adolphe Felix Wach (germană: [vaχ]; n. 25 ianuarie 1898, Chemnitz, Germania – d. 27 august 1955, Orselina⁠(d), Cantonul Ticino, Elveția) a fost un cercetător german pe teme religioase din Chemnitz, care a subliniat o distincție între istoria religiei și filosofia religiei.

## Biografie
Provenea din celebra familie Mendelssohn, înrudindu-se atât cu filosoful Moses Mendelssohn, cât și cu compozitorul Felix Mendelssohn Bartholdy. A împărtășit dragostea pentru muzică a acestuia din urmă și s-a spus că ar fi moștenit niște hârtii și artefacte importante ale strămoșului său. După absolvirea cursurilor preuniversitare la Dresda, s-a înrolat în armata germană în 1916, luptând ca ofițer de cavalerie. După primul război mondial, a studiat la universitățile din München, Berlin, Freiburg și Leipzig, unde a obținut titlul de doctor în filozofie în 1922. A predat apoi la Universitatea din Leipzig. Teza sa Habilitationsschrift, intitulată Religionswissenschaft, este considerată un studiu important în domeniul istoriei religiilor.
Deși familia sa se convertise cu mult timp înainte de la iudaism la creștinism, el a fost totuși scos din postul de profesor de către naziști la începutul anilor 1930. A reușit să emigreze în Statele Unite, unde a obținut un post la Brown University, mai întâi ca profesor invitat de Literatură Biblică (1935-1939) și apoi ca profesor asociat (1939-1946). Crescut în religia luterană, el a devenit episcopalian la scurt timp după venirea sa în Statele Unite ale Americii. A obținut cetățenia Statelor Unite în 1946.
A predat la University of Chicago Divinity School în perioada 1945-1955, devenind șeful catedrei de istoria religiilor, care tocmai fusese transferată la Divinity School de la Division of the Humanities. În prelegerile și scrierile sale, el a realizat un studiu cuprinzător al religiei, concentrându-se pe a) experiența religioasă, b) practica religioase, și c) comunitățile religioase.
Potrivit University of Chicago Archives, el a folosit metodele științelor sociale pentru a înțelege mai bine gândirea religioasă. Dezvoltând domeniul cunoscut sub numele de Sociologia Religiei, el a susținut că fondatorul unei noi religii a trăit o revelație ce i-a luminat calea pe care să o urmeze. El a început apoi să strângă discipoli care au format un cerc strâns unită în jurul fondatorului cu care fiecare menținea o legătură apropiată. Solidaritatea acestei relații i-a strâns pe discipoli la un loc și i-a diferențiat de alte forme de organizare socială. Calitatea de membru al grupului cerea o rupere de viața din trecut și de preocupările zilnice pentru a se concentra pe noile cunoștințe.
El a murit pe neașteptate în urma unui atac de cord (deși suferea de multă vreme de probleme cardiace) pe 27 august 1955 în Locarno, Elveția.

## Scrieri
- Der Erlösungsgedanke und seine Deutung (1922)
- Das Verstehen: Grundzüge einer Geschichte der hermeneutischen Theorie im 19. Jahrhundert (3 vol., 1926–1933)
- Religionswissenschaft: Prolegomena zu ihrer wissenschaftstheoretischen Grundlegung (1924)
- Meister und Jünger : zwei religionssoziologische Betrachtungen (1924)
- Sociology of Religion (1947)
- Types of Religious Experience: Christian and Non-Christian (1951)
- The Comparative Study of Religions (postum, 1958)
- Understanding and Believing: Essays (1968)
- Introduction to the History of Religions (1988: traducerea engleză a cărții Religionswissenschaft)